# Городище (Шелковська волость)
Городище (рос. Городище) — присілок в Великолуцькому районі Псковської області Російської Федерації.
Населення становить 2 особи. Входить до складу муніципального утворення Шелковська волость.

## Історія
Від 2014 року входить до складу муніципального утворення Шелковська волость.

## Населення
| 2001 | 2002 | 2010 |
| ---- | ---- | ---- |
| 2    | →2   | →2   |